# Grogoch
Le grogoch est une créature du folklore irlandais à l’origine mi-humaine, mi-fée. Les grogoch viendraient de Kintyre en Écosse avant de s’être installés en Irlande.
Il semblerait que cette race ne comprend que des mâles, car aucune femelle grogroch n’aurait été observée. Selon Mrs. Strider : « Ils ressemblent à de très petits hommes âgés couverts de fourrure ou de poils roux grossiers. Ils ne portent pas de vêtements, mais arborent une variété de brindilles et d’autres saletés qu’ils ont accumulées durant leurs voyages ; ils sont réputés pour leur manque d’hygiène corporelle. » Toujours selon cette personne : « Les histoires sur les grogochs sont bien connues dans le nord d’Antrim, sur l'île de Rathlin et dans certaines parties de Donegal. Sur l'île de Man, ils sont appelés phynnodderee. »
Le grogoch ne craint pas les températures les plus extrêmes et se contente de peu comme maison ; une caverne, un trou ou une quelconque faille font très bien l’affaire. D’après Mrs. Strider : « Dans plusieurs endroits de la campagne irlandaise se trouvent de larges pierres inclinées que l’on appelle des “maisons de grogochs”. »
Selon les écrits de Mrs. Strider : « Il peut se rendre invisible et il ne permet qu’à un nombre infime de personnes de l’observer. Le grogoch est un être très sociable qui n’est pas du genre diabolique ou espiègle et n’hésitera pas à aider quelqu’un dans son travail s’il l’aime bien. Comme juste rémunération, il ne demande qu’un pot de crème. » Elle ajoute : « […] le grogoch, comme beaucoup d’autres types de fée, a une peur bleue du clergé et n’entrera sous aucun prétexte dans une maison où se trouve un ministre du culte. D'autre part, si la présence d’un grogoch pouvait s’avérer nuisible, il était recommandé de faire venir un membre du clergé pour le faire fuir ; le grogoch irait par la suite, malheureusement, s'en prendre à une autre famille. »